# Enock Mwandila Poulsen
Enock Mwandila Poulsen (født 24. juli 1992 i Lusaka, Zambia) er en dansk professionel bokser og regerende juniorverdensmester hos det anerkendte bokseforbund IBF. Han anses af danske bokseeksperter for at være et af de største danske boksetalenter siden Mikkel Kessler.[kilde mangler]
Han er nuværende under kontrakt hos promotor Mogens Palle og Brian Nielsen ved Danish Fight Night.

## Opvækst og amatørkarriere
Enock blev født i Lusaka, Zambia, men han flyttede til Danmark som 4-årig, hvor han voksede op på Fyn med sin mor, bror og danske stedfar, som var boksetræner i bokseklubben BK Ringen i Odense. Det var ham der introducerede Enock til boksning som 10-årig.
I tiden efter havde Enock en meget succesfuld amatørkarriere, som bød på 68 sejre og kun 19 nederlag ved både danske og internationale stævner. Enock nåede i sin amatørkarriere at blive jysk, dansk og nordisk mester samt få både 1.-, 2.- og 3.-pladser ved store internationale topstævner som Turniej im zygmunta chychły i Polen, Chemie Pokal i Tyskland og Algirdas Socikas Tournament i Tyrkiet. Efter en mislykket OL-kvalifikation i Rio i 2016 rettede Enock sit fokus mod at blive professionel, og herefter skrev han under på kontrakt hos Mogens Palle og Brian Nielsen.

## Professionelle karriere
Enock Poulsen boksede sin professionelle debut 29. oktober 2016 i Frederiksberg-Hallerne i København, hvor han boksede sig til en overbevisende sejr over en meget stærk debutmodstander: Kakha Avetisiani fra Georgien (dengang)(45,37,1).

## IBF juniorverdensmester i letweltervægt
Efter bare 6 kampe som professionel fik Enock muligheden for at bokse om det ledige juniorverdensmesterskab hos IBF. Det foregik til Mogens Palles 60 års-jubilæum i Frederiksberg-Hallerne. den 5. januar 2018. Her pointbesejrede han Guadalupe Acosta fra Mexico (13,2,0) med cifrene 98-91 98-91 100-89, og derved kunne Enock lade sig hylde som juniorverdensmester efter sin blot 7. kamp. Det var desuden den første professionelle kamp, hvor Enock ikke vandt samtlige omgange.

## Rekordliste
| 7 Vundne (2 knockouts), 0 Tabt, 0 Uafgjorte |             |                  |      |             |                    |                                                      |                                                                             |
| Resultat                                    | Rekordliste | Modstander       | Type | Rd., Tid    | Dato               | Sted                                                 | Noter                                                                       |
| Vandt                                       | 10-0        | Berman Sanchez   | KO   | 4 (8)       | 18. januar 2019    | Nykøbing Falster Hallerne, Nykøbing Falster, Danmark |                                                                             |
| Vandt                                       | 9-0         | Kevin Dotel      | KO   | 5 (8),      | 24. november 2018  | Frederiksberg-Hallerne, København, Danmark           |                                                                             |
| Vandt                                       | 8-0         | Renald Garrido   | UD   | 8 (8),      | 15. September 2018 | Frederiksberg-Hallerne, København, Danmark           |                                                                             |
| Vandt                                       | 7-0         | Guadalupe Acosta | UD   | 10 (10)     | 5. januar 2018     | Frederiksberg-Hallerne, København, Danmark           | IBF Arkiveret 20. november 2017 hos Wayback Machine Juniorverdensmesterskab |
| Vandt                                       | 6-0         | Michal Dufek     | UD   | 8 (8)       | 28. oktober 2017   | Frederiksberg-Hallerne, København, Danmark           |                                                                             |
| Vandt                                       | 5-0         | Houchang Habib   | UD   | 6 (6),      | 17. juni 2017      | Ceres Arena, Århus, Danmark                          |                                                                             |
| Vandt                                       | 4-0         | Petar Peric      | TKO  | 5 (6), 2:15 | 7. april 2017      | Frederiksberg Hallerne, København, Danmark           |                                                                             |
| Vandt                                       | 3-0         | Fran Suarez      | RTD  | 3 (4), 3:00 | 11. februar 2017   | Frederiksberg Hallerne, København, Danmark           |                                                                             |
| Vandt                                       | 2-0         | Osama Hadifi     | UD   | 4 (4)       | 3. december 2016   | Ceres Arena, Århus, Danmark                          |                                                                             |
| Vandt                                       | 1-0         | Kakha Avetisiani | UD   | 4 (4)       | 29. oktober 2016   | Frederiksberg-Hallerne, København, Danmark           | Professionel debut.                                                         |